# Marcel Sabitzer
Marcel Sabitzer, né le 17 mars 1994 à Wels en Autriche, est un footballeur international autrichien qui joue au poste de milieu de terrain ou d'ailier au Borussia Dortmund.

## Biographie

### Débuts en Autriche
Avec l'Admira Wacker, il se met en évidence le 28 avril 2012, en inscrivant un triplé en championnat, sur la pelouse du Wiener Neustadt (victoire 1-4). 
Le 4 janvier 2013, il quitte l'Admira Wacker pour rejoindre le Rapid Vienne, où il signe un contrat jusqu'en 2016. Le montant de la transaction n'est pas divulgué.
Avec le Rapid, Sabitzer inscrit un total de dix buts en championnat, avec notamment sept buts marqués en 2013-2014. Il découvre également la phase de groupe de la Ligue Europa.

### Red Bull Salzbourg
Lors de l'été 2014, il est transféré au club allemand du RB Leipzig, qui le prête toutefois pendant une saison au Red Bull Salzbourg. Ce prêt s'avère être une réussite, puisque Sabitzer réussit la performance d'inscrire 19 buts en championnat. Il est notamment l'auteur de trois doublés en championnat cette saison-là. Le Red Bull remporte le titre de champion. Il brille également en Coupe d'Autriche, inscrivant un total de sept buts en seulement six matchs. Le Red Bull remporte la Coupe en battant l'Austria Vienne en finale, après prolongation.

### RB Leipzig
Lors de sa première saison au RB Leipzig, il inscrit un total de huit buts en 2. Bundesliga, avec notamment un doublé en décembre 2015, lors de la réception du FSV Francfort. Leipzig se classe deuxième du championnat et obtient la promotion en première division. La saison suivante, il marque sept buts au sein de l'élite du football allemand, la Bundesliga, avec notamment un doublé sur la pelouse du SV Darmstadt 98, en octobre 2016.
Le 11 avril 2018, Marcel Sabitzer prolonge son contrat avec le RB Leipzig jusqu'en 2022. Quelques mois plus tard, il inscrit son second doublé en Bundesliga, lors de la réception du FC Nuremberg (large victoire 6-0).
Avec le club de la Saxe, il participe à la phase de groupe de la Ligue des champions lors de la saison 2017-2018. Reversé en Ligue Europa il atteint avec Leipzig les quarts de finale de l'édition 2018, en étant battu par l'Olympique de Marseille.
En 2019, il se met en évidence en inscrivant deux buts, lors de la double confrontation face au Zénith Saint-Pétersbourg.
Le 10 mars 2020 il se fait remarquer lors des huitièmes de finale retour de la Ligue des champions 2019-2020 face au Tottenham Hotspur, contre qui il inscrit un doublé, contribuant grandement à la victoire et à la qualification de son équipe pour le tour suivant. En contribuant à éliminer le dernier finaliste de la compétition, il permet au RB Leipzig d'obtenir pour la première fois de son histoire une qualification en quarts de finale de cette compétition,.
Alors qu'il a commencé à porter le brassard de capitaine à la fin de la saison 2019-2020, Sabitzer est nommé officiellement capitaine du RB Leipzig en août 2020, juste avant le début de la nouvelle saison.

### Bayern Munich
Le 30 août 2021, le Bayern Munich officialise le transfert de Marcel Sabitzer. L'indemnité de transfert est estimée à 15 millions d'euros et le joueur s'engage pour quatre saisons. Il retrouve à Munich son entraîneur au RB Leipzig, Julian Nagelsmann.

### Manchester United
Après un an et demi en Bavière, Sabitzer est prêté pour six mois sans option d'achat à Manchester United pour renforcer le milieu de terrain dans un contexte où le club anglais est privé pour cause de blessures de Donny van de Beek et de Christian Eriksen. Il dispute 18 rencontres avec le club mancunien.

### Borussia Dortmund
En juillet 2023, Marcel Sabitzer est transféré au Borussia Dortmund contre une indemnité estimée à 19 millions d'euros. Il signe un contrat portant sur quatre saisons.
Sabitzer se montre décisif dès son premier match en marquant un but, le 12 août 2023, lors d'une rencontre de coupe d'Allemagne face au TSV Schott Mainz (en). Il est titularisé et participe à la victoire de son équipe par six buts à un.
Il se distingue lors du quart de finale retour de la Ligue des champions où il est auteur de deux passes décisives et d'un but contribunant à l'élimination de l'Atlético de Madrid. Lors de la saison 2023-2024, il est titulaire lors de la défaite 2-0 de son équipe face au Real Madrid en finale de la Ligue des champions.

### En équipe nationale
Avec les moins de 16 ans, il marque un but contre la Hongrie en mai 2010.
Avec les moins de 17 ans, il inscrit trois buts lors de l'année 2010, contre la Belgique, la Croatie et la Suisse.
Avec les moins de 19 ans, il inscrit un total de cinq buts. Il marque contre l'Italie et la Bosnie, avant d'inscrire un triplé face à la Suède.

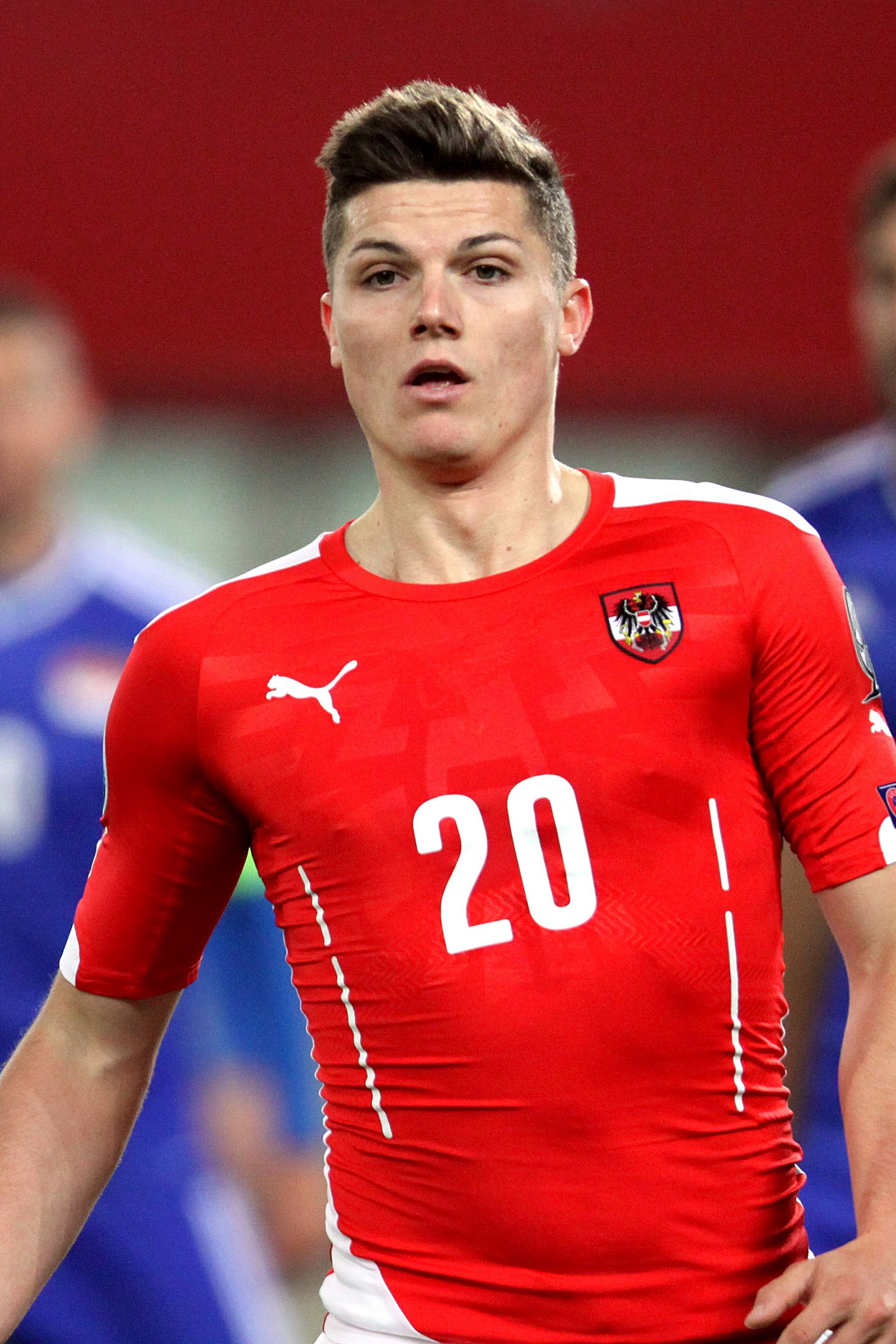
Marcel Sabitzer avec l'Autriche en octobre 2015.

Il est appelé chez les espoirs en septembre 2012, pour disputer des matchs éliminatoires pour l'Euro espoirs 2013. Il honore sa première sélection contre les Pays-Bas et marque également à cette occasion son premier but chez les espoirs, ce qui n'empêche pas la défaite des siens (4-1). 
Le 1er juin 2012, il figure pour la première fois sur le banc des remplaçants de l'équipe nationale A, mais sans entrer en jeu, lors d'une rencontre amicale face à l'Ukraine (victoire 3-2). Quatre jours plus tard, il obtient sa première sélection, lors d'un match amical contre la Roumanie, en remplaçant Guido Burgstaller à la 65e minute de jeu (score : 0-0).
Le 30 mai 2014, il inscrit son premier but en équipe nationale, lors d'un match amical face à l'Islande (score : 1-1). Quatre jours plus tard, il récidive en marquant un but face à la Tchéquie (victoire 1-2).
Le 9 octobre 2015, il inscrit son troisième but, contre le Monténégro, lors des éliminatoires de l'Euro 2016 (victoire 2-3). Par la suite, en juin 2016, il participe à la phase finale de l'Euro 2016 organisée en France. Lors de cette compétition, il joue les trois matchs de son équipe. Le bilan de l'Autriche dans ce tournoi s'élève à un nul et deux défaites, ce qui s'avère insuffisant pour passer le premier tour.
Le 9 octobre 2016, il marque son quatrième but, face à la Serbie, lors des éliminatoires du mondial 2018 (défaite 3-2). Puis, le 14 novembre 2017, il inscrit son cinquième but, en amical contre l'Uruguay (victoire 2-1).
Sabitzer brille ensuite lors des éliminatoires de l'Euro 2020 en inscrivant deux buts, contre la Lettonie et Israël, mais également en délivrant un total de cinq passes décisives. En mai 2021, il fait partie de la liste des 26 joueurs convoqués par Franco Foda pour disputer l'Euro 2020.
En mai 2024, il fait partie de liste élargie de 29 joueurs convoqués par Ralf Rangnick en vue de l'Euro 2024 puis il fait partie de la liste définitive de 26 joueurs publiée le 7 juin,. Le 25 juin, il inscrit son premier but dans le tournoi lors du dernier match de poules face aux Pays-Bas et contribue à la victoire 3-2 de son équipe.  

## Vie personnelle
Il est le fils de Herfried Sabitzer, footballeur international autrichien (6 capes, 1 but).
Marcel Sabitzer est le cousin de Thomas Sabitzer, lui aussi footballeur professionnel.

## Statistiques détaillées
| Saison                | Club                      | Championnat           | Championnat | Championnat | Championnat | Coupe nationale | Coupe nationale | Coupe nationale | Coupe de la Ligue | Coupe de la Ligue | Coupe de la Ligue | Supercoupe | Supercoupe | Supercoupe | Compétition(s) continentale(s) | Compétition(s) continentale(s) | Compétition(s) continentale(s) | Compétition(s) continentale(s) | Coupe du monde des clubs | Coupe du monde des clubs | Coupe du monde des clubs | Autriche | Autriche | Autriche | Total | Total | Total |
| Saison                | Club                      | Division              | M.          | B.          | P.d.        | M.              | B.              | P.d.            | M.                | B.                | P.d.              | M.         | B.         | P.d.       | Comp.                          | M.                             | B.                             | P.d.                           | M.                       | B.                       | P.d.                     | M.       | B.       | P.d.     | M.    | B.    | P.d.  |
| 2010-2011             | Admira Wacker             | Erste Liga            | 8           | 2           | 0           | 1               | 0               | 0               | -                 | -                 | -                 | -          | -          | -          | -                              | -                              | -                              | -                              | -                        | -                        | -                        | -        | -        | -        | 9     | 2     | 0     |
| 2011-2012             | Admira Wacker             | Bundesliga            | 20          | 5           | 3           | 2               | 0               | 0               | -                 | -                 | -                 | -          | -          | -          | -                              | -                              | -                              | -                              | -                        | -                        | -                        | 1        | 0        | 0        | 23    | 5     | 3     |
| 2012-2013             | Admira Wacker             | Bundesliga            | 17          | 3           | 3           | 2               | 0               | 0               | -                 | -                 | -                 | -          | -          | -          | C3                             | 4                              | 0                              | 2                              | -                        | -                        | -                        | -        | -        | -        | 23    | 3     | 5     |
| Sous-total            | Sous-total                | Sous-total            | 45          | 10          | 6           | 5               | 0               | 0               | -                 | -                 | -                 | -          | -          | -          | -                              | 4                              | 0                              | 2                              | -                        | -                        | -                        | -        | -        | -        | 54    | 10    | 8     |
| 2012-2013             | Rapid Vienne              | Bundesliga            | 16          | 3           | 3           | 1               | 0               | 0               | -                 | -                 | -                 | -          | -          | -          | -                              | -                              | -                              | -                              | -                        | -                        | -                        | -        | -        | -        | 17    | 3     | 3     |
| 2013-2014             | Rapid Vienne              | Bundesliga            | 29          | 7           | 4           | 1               | 0               | 0               | -                 | -                 | -                 | -          | -          | -          | C3                             | 10                             | 2                              | 1                              | -                        | -                        | -                        | 5        | 2        | 0        | 45    | 11    | 5     |
| Sous-total            | Sous-total                | Sous-total            | 45          | 10          | 7           | 2               | 0               | 0               | -                 | -                 | -                 | -          | -          | -          | -                              | 10                             | 2                              | 1                              | -                        | -                        | -                        | 5        | 2        | 0        | 62    | 14    | 8     |
| 2014-2015             | Red Bull Salzbourg (prêt) | Bundesliga            | 33          | 19          | 16          | 6               | 7               | 5               | -                 | -                 | -                 | -          | -          | -          | C1+C3                          | 4+8                            | 0+1                            | 0+0                            | -                        | -                        | -                        | 6        | 0        | 1        | 57    | 27    | 22    |
| 2015-2016             | RB Leipzig                | 2. Bundesliga         | 32          | 8           | 5           | 2               | 0               | 0               | -                 | -                 | -                 | -          | -          | -          | -                              | -                              | -                              | -                              | -                        | -                        | -                        | 9        | 1        | 1        | 43    | 9     | 6     |
| 2016-2017             | RB Leipzig                | Bundesliga            | 32          | 8           | 4           | 1               | 1               | 0               | -                 | -                 | -                 | -          | -          | -          | -                              | -                              | -                              | -                              | -                        | -                        | -                        | 6        | 1        | 1        | 39    | 10    | 5     |
| 2017-2018             | RB Leipzig                | Bundesliga            | 22          | 3           | 6           | 2               | 2               | 0               | -                 | -                 | -                 | -          | -          | -          | C1+C3                          | 5+5                            | 0+0                            | 3+0                            | -                        | -                        | -                        | 2        | 1        | 0        | 36    | 6     | 9     |
| 2018-2019             | RB Leipzig                | Bundesliga            | 30          | 4           | 5           | 5               | 0               | 0               | -                 | -                 | -                 | -          | -          | -          | C3                             | 8                              | 1                              | 1                              | -                        | -                        | -                        | 8        | 0        | 3        | 51    | 5     | 9     |
| 2019-2020             | RB Leipzig                | Bundesliga            | 32          | 9           | 8           | 3               | 3               | 0               | -                 | -                 | -                 | -          | -          | -          | C1                             | 9                              | 4                              | 3                              | -                        | -                        | -                        | 5        | 2        | 2        | 49    | 18    | 13    |
| 2020-2021             | RB Leipzig                | Bundesliga            | 27          | 8           | 4           | 5               | 1               | 2               | -                 | -                 | -                 | -          | -          | -          | C1                             | 7                              | 0                              | 1                              | -                        | -                        | -                        | 12       | 1        | 1        | 51    | 10    | 8     |
| 2021-2022             | RB Leipzig                | Bundesliga            | 2           | 0           | 0           | 0               | 0               | 0               | -                 | -                 | -                 | -          | -          | -          | C1                             | -                              | -                              | -                              | -                        | -                        | -                        | -        | -        | -        | 2     | 0     | 0     |
| Sous-total            | Sous-total                | Sous-total            | 177         | 40          | 32          | 18              | 7               | 2               | -                 | -                 | -                 | -          | -          | -          | -                              | 34                             | 5                              | 8                              | -                        | -                        | -                        | 42       | 6        | 8        | 271   | 58    | 50    |
| 2021-2022             | Bayern Munich             | Bundesliga            | 25          | 1           | 1           | 0               | 0               | 0               | -                 | -                 | -                 | -          | -          | -          | C1                             | 5                              | 0                              | 0                              | -                        | -                        | -                        | 10       | 4        | 1        | 40    | 5     | 2     |
| 2022-2023             | Bayern Munich             | Bundesliga            | 15          | 1           | 1           | 2               | 0               | 0               | -                 | -                 | -                 | 1          | 0          | 0          | C1                             | 6                              | 0                              | 0                              | -                        | -                        | -                        | 4        | 0        | 2        | 28    | 1     | 3     |
| Sous-total            | Sous-total                | Sous-total            | 40          | 2           | 2           | 2               | 0               | 0               | -                 | -                 | -                 | 1          | 0          | 0          | -                              | 11                             | 0                              | 0                              | -                        | -                        | -                        | 14       | 4        | 3        | 68    | 6     | 5     |
| 2022-2023             | Manchester United (prêt)  | Premier League        | 11          | 0           | 1           | 3               | 1               | 0               | 1                 | 0                 | 0                 | -          | -          | -          | C3                             | 3                              | 2                              | 0                              | -                        | -                        | -                        | 3        | 2        | 1        | 21    | 5     | 2     |
| 2023-2024             | Borussia Dortmund         | Bundesliga            | 25          | 4           | 2           | 3               | 1               | 1               | -                 | -                 | -                 | -          | -          | -          | C1                             | 12                             | 1                              | 5                              | -                        | -                        | -                        | 11       | 4        | 1        | 51    | 10    | 9     |
| 2024-2025             | Borussia Dortmund         | Bundesliga            | 26          | 1           | 0           | 2               | 0               | 0               | -                 | -                 | -                 | -          | -          | -          | C1                             | 11                             | 0                              | 0                              | 4                        | 0                        | 0                        | 7        | 3        | 3        | 50    | 4     | 3     |
| Sous-total            | Sous-total                | Sous-total            | 51          | 5           | 2           | 5               | 1               | 1               | -                 | -                 | -                 | 0          | 0          | 0          | -                              | 23                             | 1                              | 5                              | 4                        | 0                        | 0                        | 18       | 7        | 4        | 101   | 14    | 12    |
| Total sur la carrière | Total sur la carrière     | Total sur la carrière | 403         | 86          | 66          | 43              | 16              | 8               | 1                 | 0                 | 0                 | 1          | 0          | 0          | -                              | 97                             | 11                             | 16                             | 4                        | 0                        | 0                        | 89       | 21       | 17       | 638   | 134   | 107   |

## Palmarès

### En club
| Admira Wacker (1)               | Rapid Vienne (0)                         | Red Bull Salzbourg (2)                                                         | RB Leipzig (0) | Bayern Munich (3)                                                                               | Manchester United (1)                         | Borussia Dortmund (0)                                   |
| ------------------------------- | ---------------------------------------- | ------------------------------------------------------------------------------ | --- | ----------------------------------------------------------------------------------------------- | --------------------------------------------- | ------------------------------------------------------- |
| - 2.Liga (1) - Champion en 2011 | - Bundesliga (0) - Vice-champion en 2014 | - Bundesliga (1) - Champion en 2015 - Coupe d'Autriche (1) - Vainqueur en 2015 | - Bundesliga (0) - Vice-champion en 2017 - Coupe d'Allemagne (0) - Finaliste en 2019 - 2.Bundesliga (0) - Vice-champion en 2016 | - Bundesliga (2) - Champion en 2022 et en 2023 - Supercoupe d'Allemagne (1) - Vainqueur en 2022 | - Coupe de la Ligue (1) : - Vainqueur en 2023 | - Ligue des champions de l'UEFA (0) - Finaliste en 2024 |

### Distinctions personnelles
- Élu Meilleur footballeur autrichien de l'année en 2017[35].
- Membre de l'équipe type de la Ligue des champions de l'UEFA en 2020 et 2024[23].
- Co-Meilleur passeur de la Ligue des champions de l'UEFA en 2024.